# サクラエディタ
サクラエディタは、日本製のMicrosoft Windows用テキストエディタ。オープンソースソフトウェアとして配布されている。

## 歴史
原作者はnakatani（たけ）。1998年頃から原作者により開発が進められ、2000年頃からソースを公開して開発が行われるようになる。2018年5月まではSourceForge.netで開発が進められていたが、同年6月にGitHubに移転した。

## 特徴
標準でクリーム色の背景。プログラムのソースコードを編集するのに向いており、キーワードの強調表示・アウトライン解析・補完入力などが使用できる。また、基本的な機能として複数エンコード・Grep・マクロ等も完備する。
他のエディタにない特徴としては、改行コードが混在した文書を扱える点があげられる。Shift_JIS、ISO-2022-JP、EUC-JP、UTF-16、UTF-8、UTF-7など各種文字コードにも対応しているが、旧ANSI版(Ver.1.x)ではShift_JISに変換したデータを保持していたため、Shift_JISで表現できない文字は扱えないという制約があった。そのため、有志によりUnicode版の開発が進められ、2011年2月11日にVer.2として正式版が公開された。
現在は公式の32bit版と有志による64bit版がある。

### ライセンスについて
過去の不備から、サクラエディタはソースコードは公開されているものの一部コードのライセンスが明確になっていない状況が続いている。プロジェクトではzlibライセンスの完全適用を目指して過去の著作権者・貢献者に同意を求める呼びかけを行っている。
v2.4.0以降はzlibライセンスで配布されている。